# Christianisiertes Megalithmonument

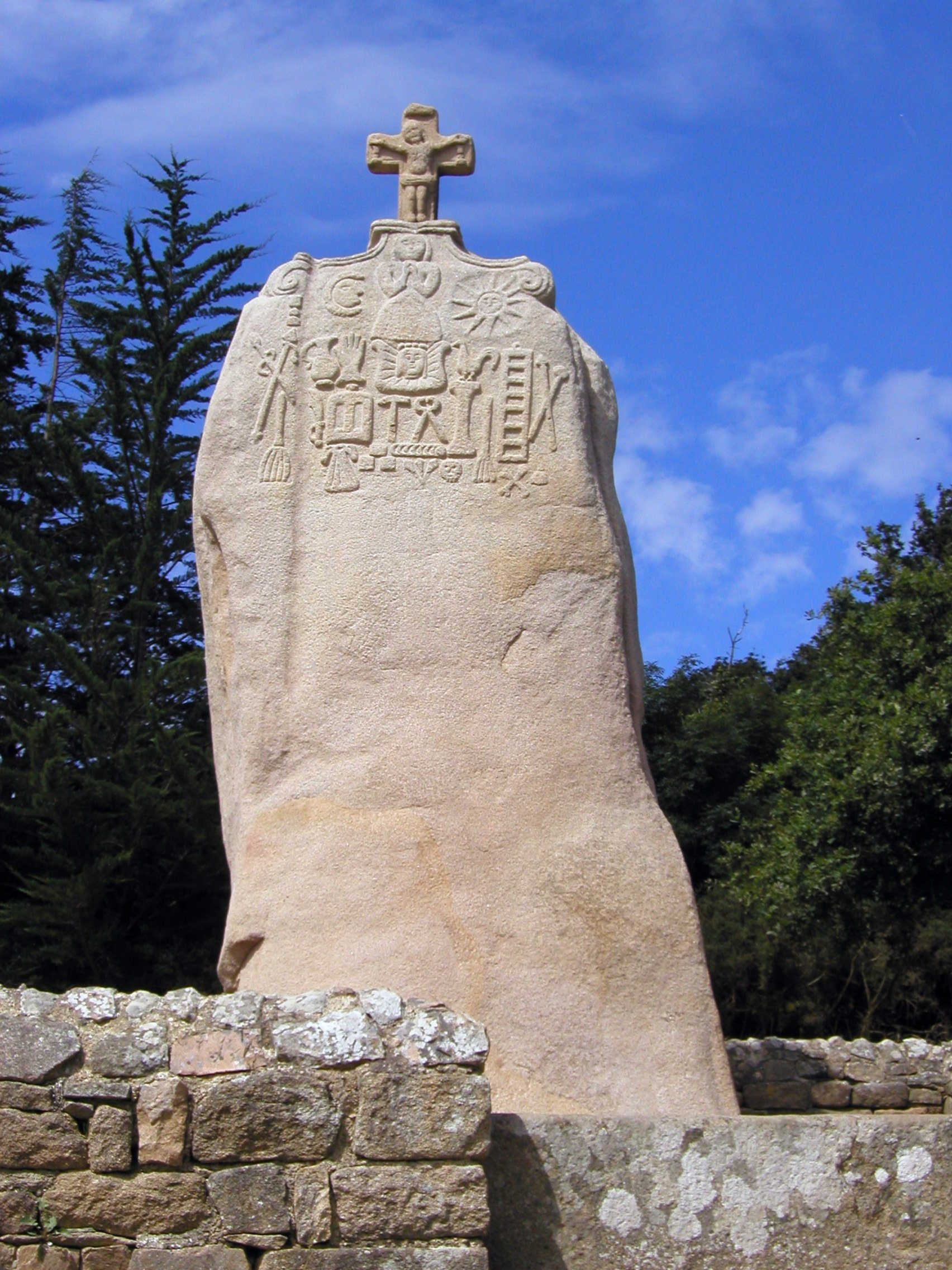
Menhir von St. Uzec

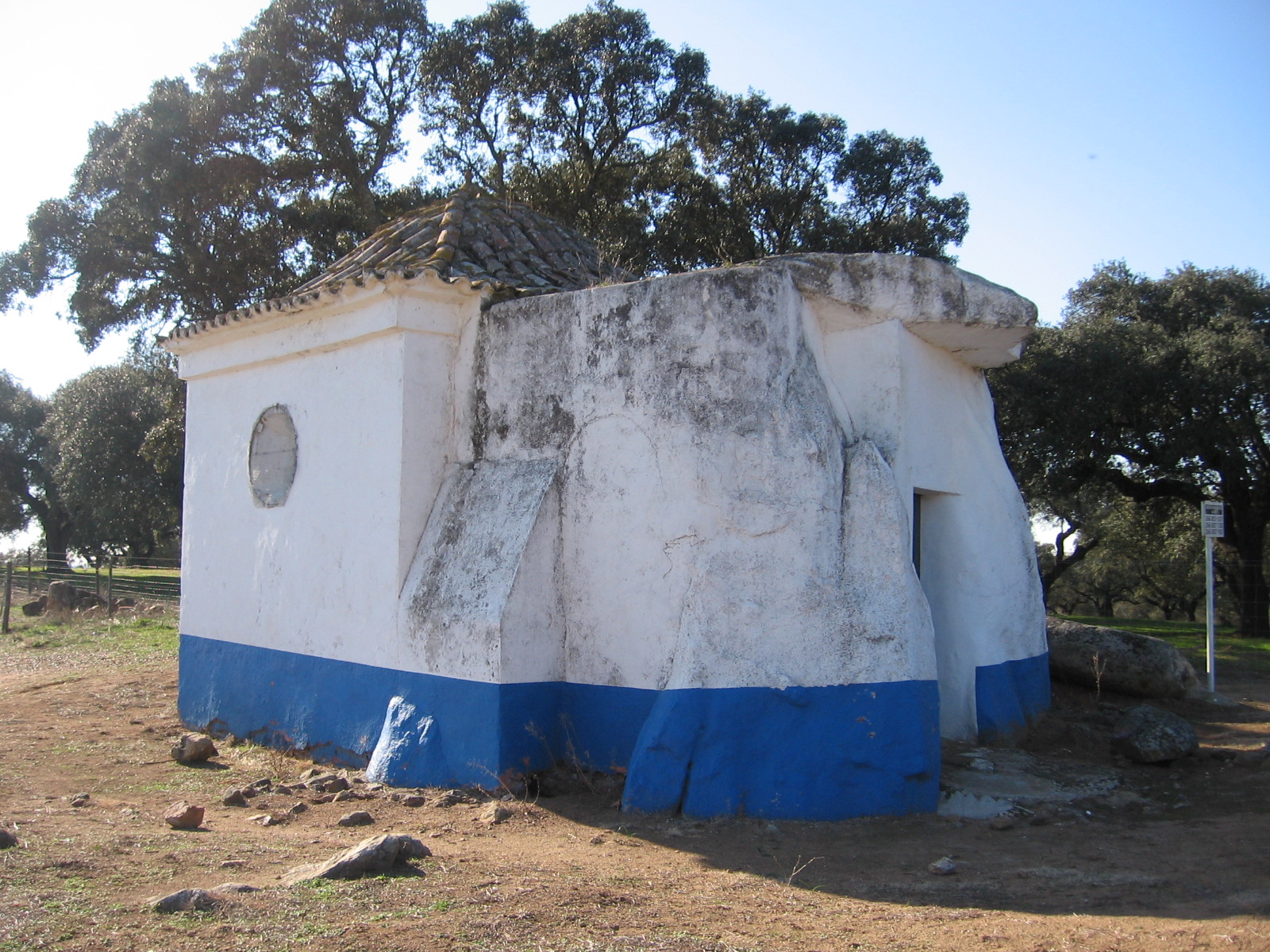
Zur Kapelle umgebaute Anta São Brissos

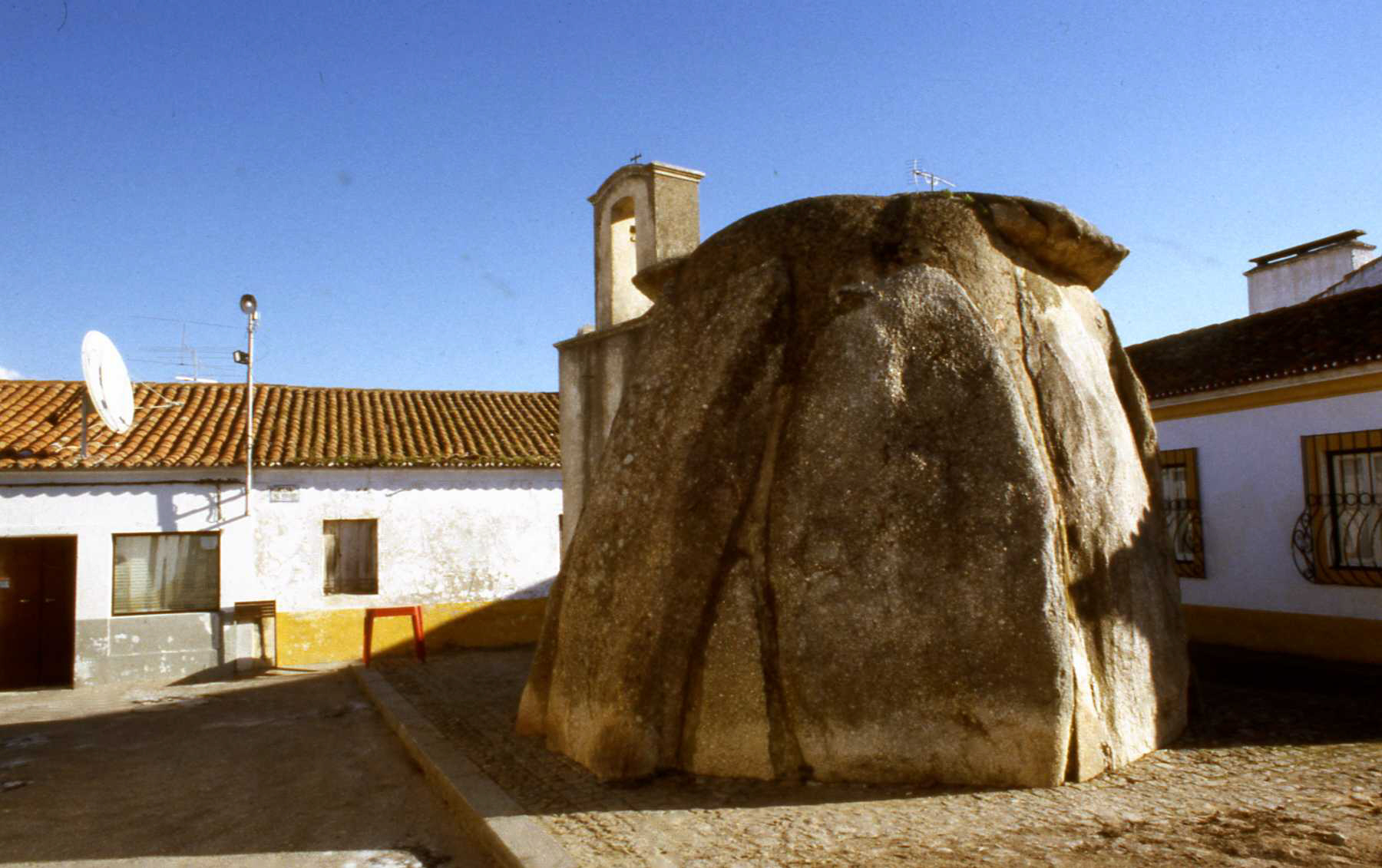
Zur Kapelle umgebaute Anta von Pavia

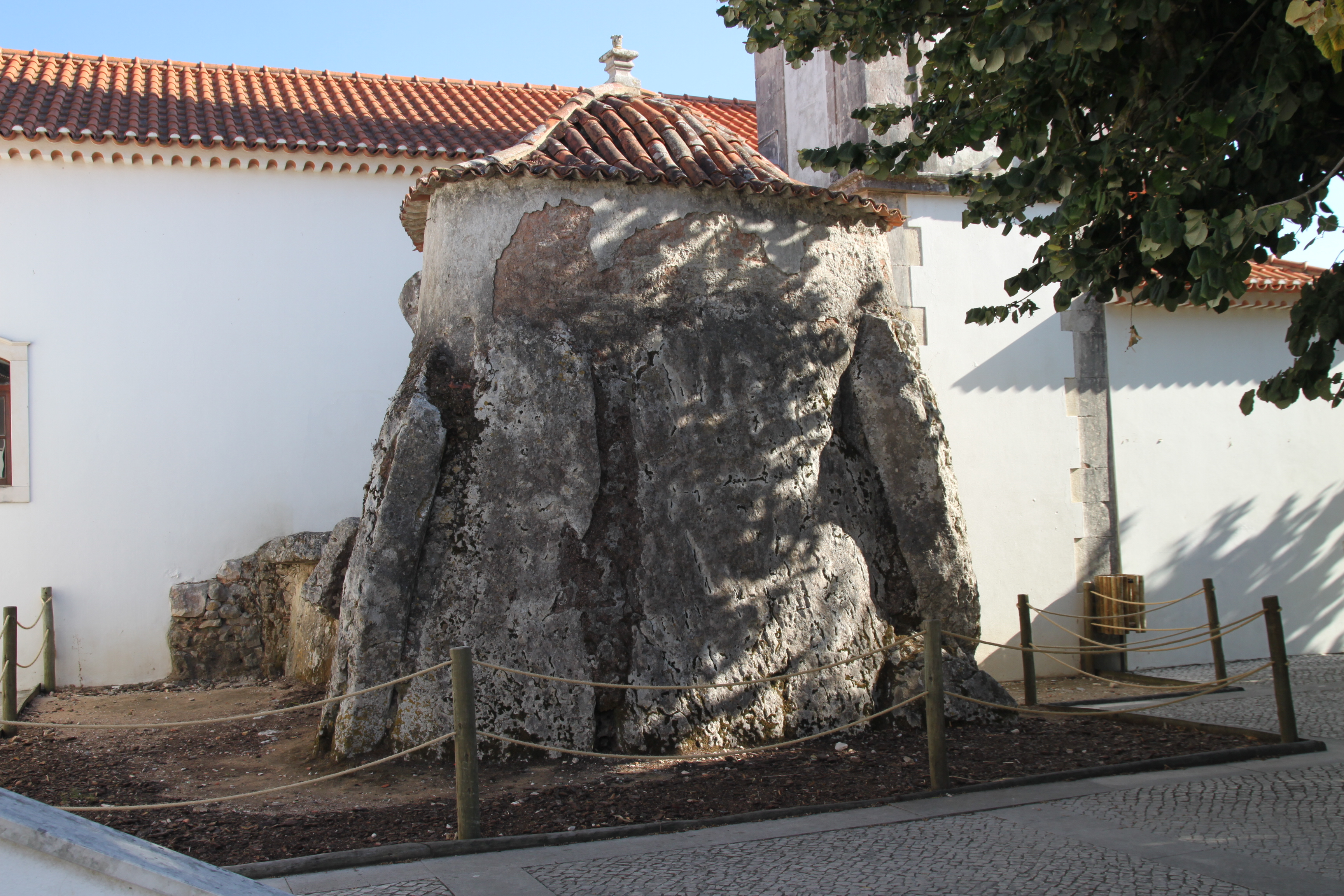
Santa Maria Madalena (Alcobertas)

Christianisierte Megalithmonumente sind Dolmen (französisch dolmen christianisé -Dolmen von Cruz-Menquen) oder Menhire (französisch menhir christianisé), auf denen ein Kreuz angebracht wurde, die in Kirchen integriert oder zu Kapellen umgebaut wurden. In Ländern an der Atlantikküste wurden sie auch in Gottesdienste und Prozessionen einbezogen.

## Frankreich

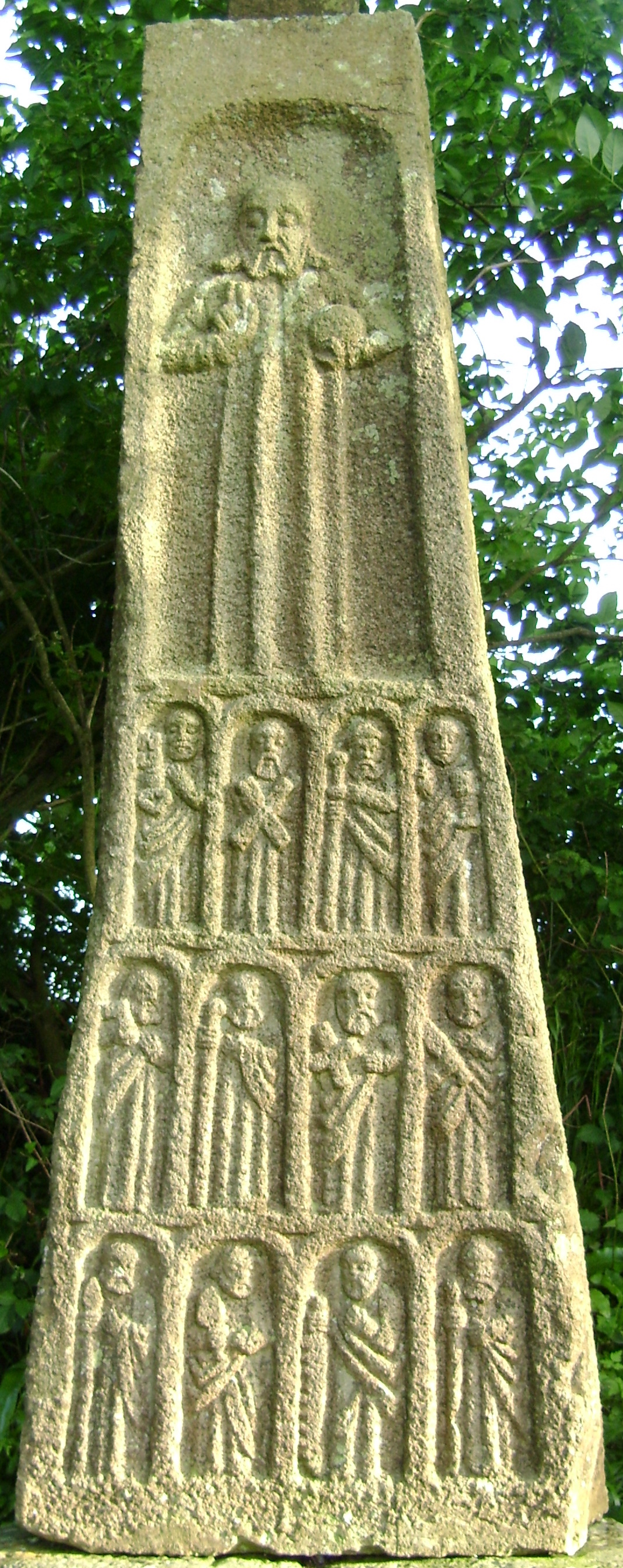
Croix des Douze Apôtres in Rungléo

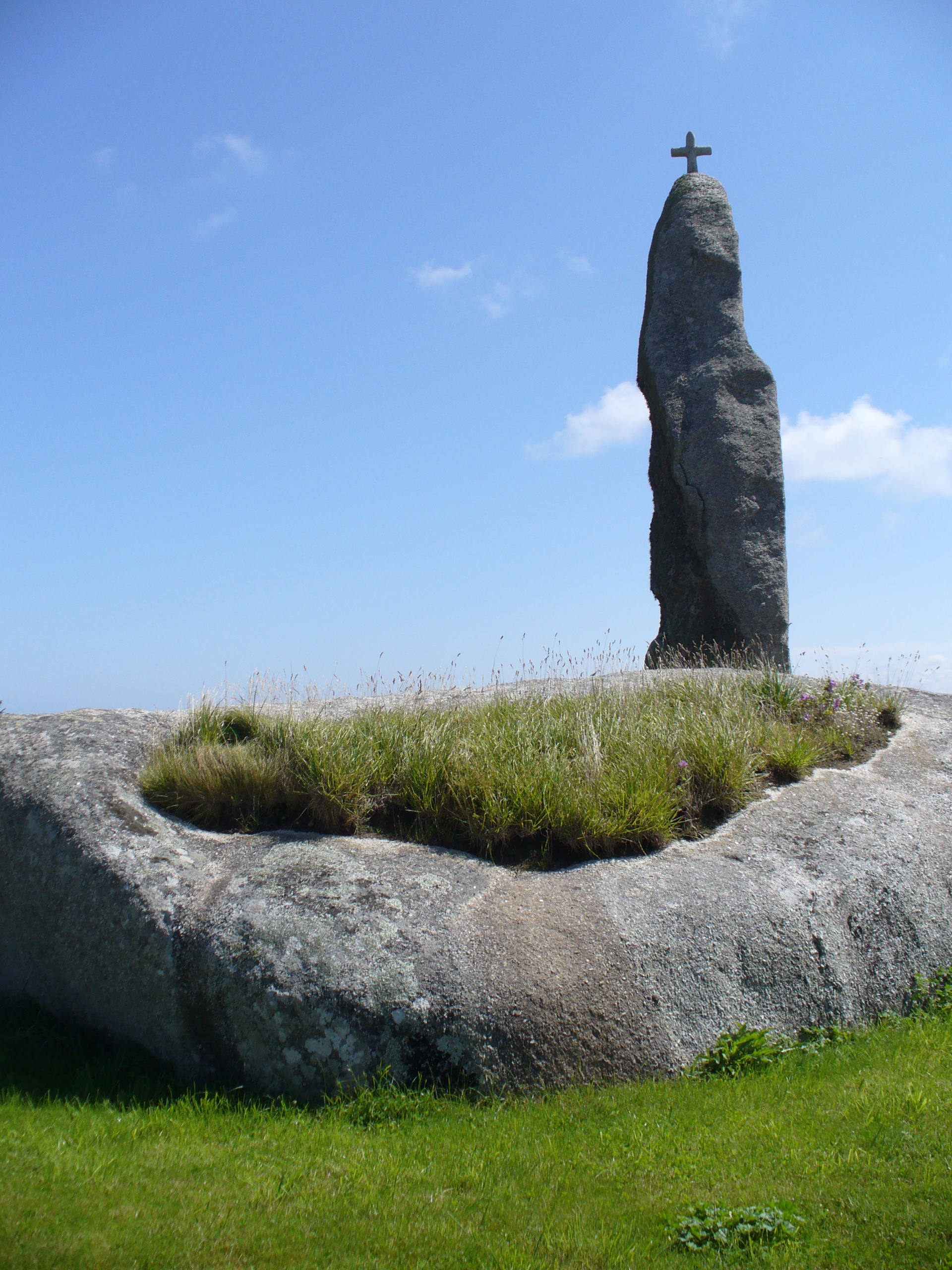
Menhir Men Marz in Brignogan

In der Bretagne wurden insbesondere Menhire christianisiert (z. B. Estivareilles, Givarlais, Kernalec, Men-Marz, Menhir christiannisé du bourg de Commana und Saint-Uzec). Auf dem „menhir christiannisé“ von Brignogan und den Menhir Croix de Pasquiou befinden sich Steinkreuze, auf dem von Mauriac ein Stahlkreuz. Der Menhir de Pierre Frite hat eine Nische für eine Marienstatue erhalten. Der Menhir du Breitenstein nördlich von Sarrebourg wurde zu einem Steinkreuz mit der Darstellung der „douze Apôtres“ (12 Apostel) umgearbeitet.
Auf einer Flussinsel in der Vienne, in der Nähe von Confolens, wurden die Orthostaten (Tragsteine) des „Dolmen de la Madeleine“ durch romanische Säulen ersetzt, während der Deckstein zum Dach einer Kapelle wurde, die der Maria Magdalena gewidmet ist.
Auf den Dolmen Cruz-Menquen und Le Guilliguy steht ein Betonkreuz. Die kleine Kapelle der sieben Heiligen (Chapelle des Sept-Saints in Le Vieux-Marché), südlich von Lannion ist eine Wallfahrtskapelle im Département Côtes-d’Armor, die über einem Galeriegrab errichtet wurde. Der als druidischer Kultplatz angesehene „Megalithe de la Pierre qui vire“ im Forst von Morvan wurde von der Abbaye Sainte-Marie de la Pierre-qui-Vire durch eine Marienstatue christianisiert. Der Dolmen de la Croix Blanche (Eure) wurde als Halterung für ein Kreuz missbraucht.

## Irland
Das Oratorium von Holy Island birgt im Inneren Megalithen, die so angeordnet sind, dass sie zu einem kleinen Ganggrab, zu einem Portalgrab oder einem fünfsteinigen Kreis gehört haben können.

## Portugal
Der Umbau der Anta von São Brissos zur Kapelle Nossa Senhora do Livramento erfolgte wahrscheinlich im 17. Jahrhundert. An die vier Tragsteine und den gewaltigen Deckstein einer großen Anta wurde der Vorraum der Kapelle angebaut. Der fünfte Tragstein der Anta liegt in der Nähe und stand einst an der Stelle des heutigen Zugangs der Kapelle. Der Gang und der Hügel der Anta sind vollständig verschwunden. Sowohl die Anta und damit auch die Kapelle haben eine ungewöhnliche Südwestorientierung.
Nahe Arraiolos, in der Mitte des Dorfes Pavia, ist ein anderer Dolmen in eine Kapelle verwandelt und dem São Dionisio (oder São Dinis) gewidmet worden.
Eine Anta fungiert als Kapelle der Kirche Santa Maria Madalena in  Alcobertas.
Die Anta Nossa Senhora do Monte liegt unter dem Chor der gleichnamigen Kapelle bei Penedono. Die unmittelbare Nachbarschaft von Anta und Kirche sind in Penedono (eine weitere Anlage) vorhanden.

## Spanien
Die Eglesia de la Santa Cruz de Cangas de Onís (erbaut 737 n. Chr.) in Cangas de Onís in Asturien steht über einer Megalithanlage.

## Schweden
Vier tragende Pfeiler im Dom zu Uppsala sind auf Runensteinen errichtet, deren Bildseiten nach oben gewendet sind. Ein Kreuz zwischen den Drachenschlingen belegt die christliche Einstellung des Auftraggebers. Es ist auszuschließen, dass man die Steine symbolisch erniedrigen wollte. Aus ähnlichem Grund hat der Bildstein von Sproge wohl als Weihwasserschale gedient, wobei die Darstellung vom Steinmetz beschädigt wurde.

## Schweiz
Der anthropomorphe etwa 90 cm hohe Menhir von Bassecourt wurde in die Wand der Kapelle Saint-Hubert aus dem 12. Jahrhundert in Bassecourt im Schweizer Jura integriert. Damit sollte dem Steinkult um den Menhir, dem im Volksglauben heilende Wirkung gegen Ohrenleiden zugeschrieben wurde, ein Ende gesetzt werden.